# Lou Jiwei

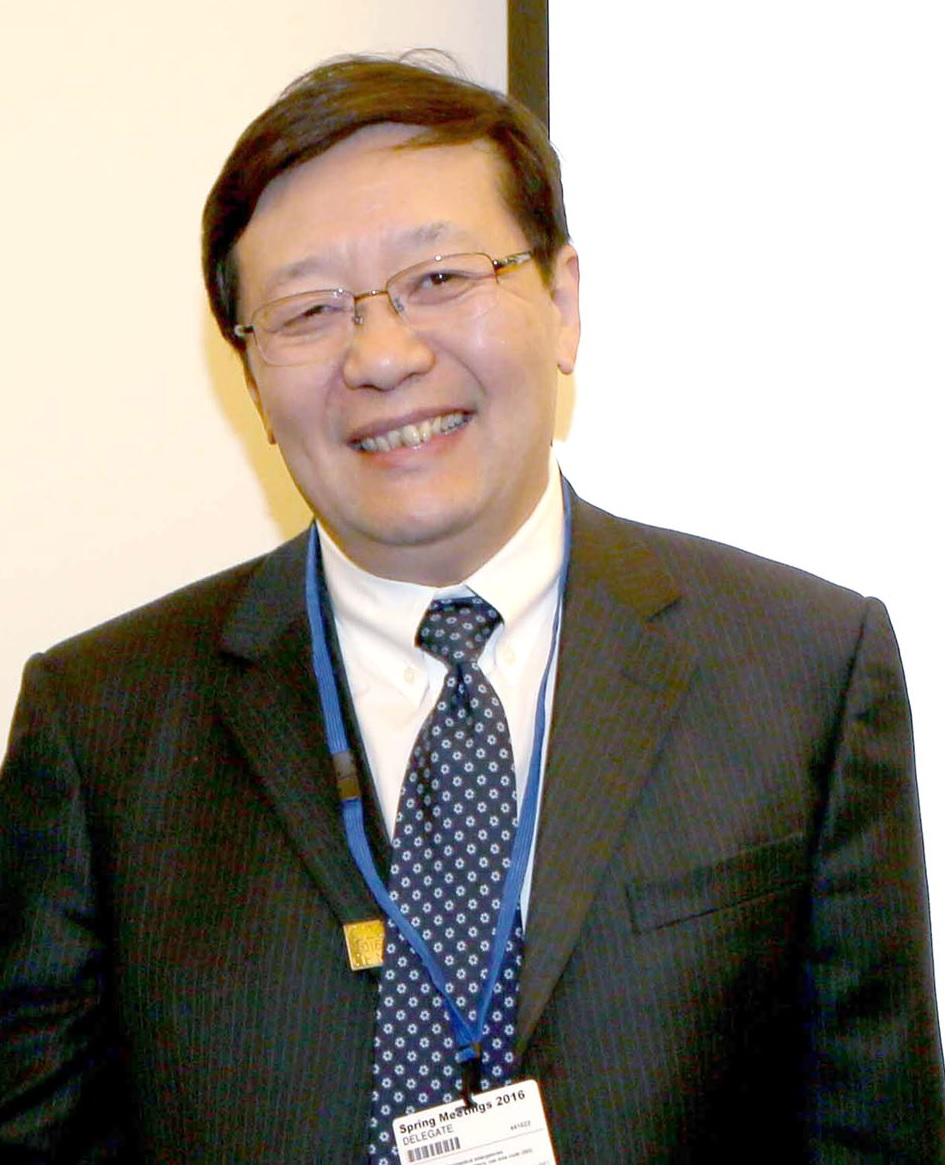
Lou Jiwei

Lóu Jìwěi (chinesisch 楼继伟) (* Dezember 1950 in Peking) ist ein chinesischer Politiker und seit 2013 Finanzminister im Kabinett von Premier Li Keqiang. Zuvor war der profilierte Finanzexperte ein Vize-Generalsekretär des Staatsrates der Volksrepublik China und Chairman und CEO der China Investment Corporation, einem der größten Staatsfonds der Welt.

## Ausbildung
Lou Jiwei studierte Informatik an der Tsinghua-Universität und absolvierte nach Tätigkeiten in der Wirtschaft und als Soldat bei der südchinesischen Marine von 1982 bis 1984 den Postgraduiertenstudiengang Ökonometrie an der Chinesischen Akademie der Sozialwissenschaften. Lou gilt als Protegé von Zhu Rongji.

## Karriere
1973 trat er der Kommunistischen Partei bei.
Nach Beendigung seines Studiums 1984 folgten Tätigkeiten als stellvertretender Leiter des Büros für Finanzen und Bankwesen des Generalbüros des Staatsrates und Direktor des Instituts für Finanzen und Handelsökonomie der Chinesischen Akademie für Sozialwissenschaften. Ab 1992 war er stellvertretender Direktor des Büros für Wirtschaftsreformen der Stadt Peking und Direktor der Staatlichen Kommission für Wirtschaftsrestrukturierung. 1995 wurde er zum Vizegouverneur der Provinz Guizhou sowie 1998 zum Vizeminister des Finanzministeriums ernannt.
Im März 2007 erfolgte die Ernennung zum Vize-Generalsekretär des Staatsrates der Volksrepublik China. In dieser Funktion bereitete er die Gründung einer staatlichen Agentur vor, welche die chinesischen Devisenreserven verwaltet. Der unter dem Namen China Investment Corporation gegründete Fonds ist mit einem Volumen von etwa 409,6 Milliarden US-Dollar (2011) einer der größten der Welt.
Im Jahr 2019 verlor er seine Position als Vorsitzender des Nationalen Pensions Fonds, weil er offen die Made in China 2025 Strategie als Verschwendung von Steuergeldern kritisierte.